# Man Down
Man Down is de vijfde single van Rihanna's vijfde studioalbum Loud. Rihanna liet de fans kiezen over wat de volgende single werd. Ze hadden keuze uit Man Down, Fading, California King Bed en Cheers (Drink to That). Terwijl "California King Bed" de vierde single van Loud werd, is Man Down de zesde Amerikaanse single.
Op 24 april 2012 onthulde Rihanna in het radioprogramma van Hamish Blake en Andy Lee dat ze een idee van het komische duo heeft gebruikt voor dit nummer.
In eerste instantie was de bedoeling dat de single alleen in de Verenigde Staten uitgebracht zou worden. Uiteindelijk werd de single ook uitgebracht in Europa. De single werd geen hit in Amerika maar wel in Europa, waar het in Nederland en België op 3 kwam te staan en in Frankrijk op 1.

## Videoclip
De clip van Man Down werd in april opgenomen in Jamaica. Op 1 mei liet Rihanna drie foto's via Twitter zien en aan het einde van die maand ging de clip in première. De clip laat in het begin zien hoe Rihanna een man neerschiet en dat er paniek uitbreekt, daarna volgt een flashback over de moraal van Rihanna.

## Coverversie
De Belgische rockband Triggerfinger maakte in 2012 een succesvolle coverversie van het nummer op de rif van Kashmir voor de
Red Bull Soundclash wedstrijd.

## Hitnoteringen

### Nederlandse Top 40
| Hitnotering: 30-07-2011 t/m 26-11-2011 | Hitnotering: 30-07-2011 t/m 26-11-2011 | Hitnotering: 30-07-2011 t/m 26-11-2011 | Hitnotering: 30-07-2011 t/m 26-11-2011 | Hitnotering: 30-07-2011 t/m 26-11-2011 | Hitnotering: 30-07-2011 t/m 26-11-2011 | Hitnotering: 30-07-2011 t/m 26-11-2011 | Hitnotering: 30-07-2011 t/m 26-11-2011 | Hitnotering: 30-07-2011 t/m 26-11-2011 | Hitnotering: 30-07-2011 t/m 26-11-2011 | Hitnotering: 30-07-2011 t/m 26-11-2011 | Hitnotering: 30-07-2011 t/m 26-11-2011 | Hitnotering: 30-07-2011 t/m 26-11-2011 | Hitnotering: 30-07-2011 t/m 26-11-2011 | Hitnotering: 30-07-2011 t/m 26-11-2011 | Hitnotering: 30-07-2011 t/m 26-11-2011 | Hitnotering: 30-07-2011 t/m 26-11-2011 | Hitnotering: 30-07-2011 t/m 26-11-2011 | Hitnotering: 30-07-2011 t/m 26-11-2011 | Hitnotering: 30-07-2011 t/m 26-11-2011 |
| Week:                                  | 1                                      | 2                                      | 3                                      | 4                                      | 5                                      | 6                                      | 7                                      | 8                                      | 9                                      | 10                                     | 11                                     | 12                                     | 13                                     | 14                                     | 15                                     | 16                                     | 17                                     | 18                                     |                                        |
| -------------------------------------- | -------------------------------------- | -------------------------------------- | -------------------------------------- | -------------------------------------- | -------------------------------------- | -------------------------------------- | -------------------------------------- | -------------------------------------- | -------------------------------------- | -------------------------------------- | -------------------------------------- | -------------------------------------- | -------------------------------------- | -------------------------------------- | -------------------------------------- | -------------------------------------- | -------------------------------------- | -------------------------------------- | -------------------------------------- |
| Positie:                               | 24                                     | 21                                     | 13                                     | 4                                      | 4                                      | 4                                      | 4                                      | 3                                      | 3                                      | 5                                      | 5                                      | 6                                      | 6                                      | 10                                     | 14                                     | 19                                     | 28                                     | 33                                     | uit                                    |

### NederlandseSingle Top 100
| Hitnotering: 30-07-2011 t/m 24-12-2011 | Hitnotering: 30-07-2011 t/m 24-12-2011 | Hitnotering: 30-07-2011 t/m 24-12-2011 | Hitnotering: 30-07-2011 t/m 24-12-2011 | Hitnotering: 30-07-2011 t/m 24-12-2011 | Hitnotering: 30-07-2011 t/m 24-12-2011 | Hitnotering: 30-07-2011 t/m 24-12-2011 | Hitnotering: 30-07-2011 t/m 24-12-2011 | Hitnotering: 30-07-2011 t/m 24-12-2011 | Hitnotering: 30-07-2011 t/m 24-12-2011 | Hitnotering: 30-07-2011 t/m 24-12-2011 | Hitnotering: 30-07-2011 t/m 24-12-2011 | Hitnotering: 30-07-2011 t/m 24-12-2011 | Hitnotering: 30-07-2011 t/m 24-12-2011 | Hitnotering: 30-07-2011 t/m 24-12-2011 | Hitnotering: 30-07-2011 t/m 24-12-2011 | Hitnotering: 30-07-2011 t/m 24-12-2011 | Hitnotering: 30-07-2011 t/m 24-12-2011 | Hitnotering: 30-07-2011 t/m 24-12-2011 | Hitnotering: 30-07-2011 t/m 24-12-2011 | Hitnotering: 30-07-2011 t/m 24-12-2011 | Hitnotering: 30-07-2011 t/m 24-12-2011 | Hitnotering: 30-07-2011 t/m 24-12-2011 | Hitnotering: 30-07-2011 t/m 24-12-2011 |
| Week:                                  | 1                                      | 2                                      | 3                                      | 4                                      | 5                                      | 6                                      | 7                                      | 8                                      | 9                                      | 10                                     | 11                                     | 12                                     | 13                                     | 14                                     | 15                                     | 16                                     | 17                                     | 18                                     | 19                                     | 20                                     | 21                                     | 22                                     |                                        |
| -------------------------------------- | -------------------------------------- | -------------------------------------- | -------------------------------------- | -------------------------------------- | -------------------------------------- | -------------------------------------- | -------------------------------------- | -------------------------------------- | -------------------------------------- | -------------------------------------- | -------------------------------------- | -------------------------------------- | -------------------------------------- | -------------------------------------- | -------------------------------------- | -------------------------------------- | -------------------------------------- | -------------------------------------- | -------------------------------------- | -------------------------------------- | -------------------------------------- | -------------------------------------- | -------------------------------------- |
| Positie:                               | 16                                     | 7                                      | 5                                      | 5                                      | 6                                      | 7                                      | 6                                      | 5                                      | 4                                      | 6                                      | 8                                      | 8                                      | 16                                     | 21                                     | 24                                     | 28                                     | 26                                     | 32                                     | 39                                     | 70                                     | 73                                     | 77                                     | uit                                    |

### VlaamseUltratop 50
| Hitnotering: (Week 1 t/m 15) 13-08-2011 t/m 19-11-2011 Hitnotering: (Week 16) 03-12-2011 | Hitnotering: (Week 1 t/m 15) 13-08-2011 t/m 19-11-2011 Hitnotering: (Week 16) 03-12-2011 | Hitnotering: (Week 1 t/m 15) 13-08-2011 t/m 19-11-2011 Hitnotering: (Week 16) 03-12-2011 | Hitnotering: (Week 1 t/m 15) 13-08-2011 t/m 19-11-2011 Hitnotering: (Week 16) 03-12-2011 | Hitnotering: (Week 1 t/m 15) 13-08-2011 t/m 19-11-2011 Hitnotering: (Week 16) 03-12-2011 | Hitnotering: (Week 1 t/m 15) 13-08-2011 t/m 19-11-2011 Hitnotering: (Week 16) 03-12-2011 | Hitnotering: (Week 1 t/m 15) 13-08-2011 t/m 19-11-2011 Hitnotering: (Week 16) 03-12-2011 | Hitnotering: (Week 1 t/m 15) 13-08-2011 t/m 19-11-2011 Hitnotering: (Week 16) 03-12-2011 | Hitnotering: (Week 1 t/m 15) 13-08-2011 t/m 19-11-2011 Hitnotering: (Week 16) 03-12-2011 | Hitnotering: (Week 1 t/m 15) 13-08-2011 t/m 19-11-2011 Hitnotering: (Week 16) 03-12-2011 | Hitnotering: (Week 1 t/m 15) 13-08-2011 t/m 19-11-2011 Hitnotering: (Week 16) 03-12-2011 | Hitnotering: (Week 1 t/m 15) 13-08-2011 t/m 19-11-2011 Hitnotering: (Week 16) 03-12-2011 | Hitnotering: (Week 1 t/m 15) 13-08-2011 t/m 19-11-2011 Hitnotering: (Week 16) 03-12-2011 | Hitnotering: (Week 1 t/m 15) 13-08-2011 t/m 19-11-2011 Hitnotering: (Week 16) 03-12-2011 | Hitnotering: (Week 1 t/m 15) 13-08-2011 t/m 19-11-2011 Hitnotering: (Week 16) 03-12-2011 | Hitnotering: (Week 1 t/m 15) 13-08-2011 t/m 19-11-2011 Hitnotering: (Week 16) 03-12-2011 | Hitnotering: (Week 1 t/m 15) 13-08-2011 t/m 19-11-2011 Hitnotering: (Week 16) 03-12-2011 | Hitnotering: (Week 1 t/m 15) 13-08-2011 t/m 19-11-2011 Hitnotering: (Week 16) 03-12-2011 | Hitnotering: (Week 1 t/m 15) 13-08-2011 t/m 19-11-2011 Hitnotering: (Week 16) 03-12-2011 |
| Week:                                                                                    | 1                                                                                        | 2                                                                                        | 3                                                                                        | 4                                                                                        | 5                                                                                        | 6                                                                                        | 7                                                                                        | 8                                                                                        | 9                                                                                        | 10                                                                                       | 11                                                                                       | 12                                                                                       | 13                                                                                       | 14                                                                                       | 15                                                                                       |                                                                                          | 16                                                                                       |                                                                                          |
| ---------------------------------------------------------------------------------------- | ---------------------------------------------------------------------------------------- | ---------------------------------------------------------------------------------------- | ---------------------------------------------------------------------------------------- | ---------------------------------------------------------------------------------------- | ---------------------------------------------------------------------------------------- | ---------------------------------------------------------------------------------------- | ---------------------------------------------------------------------------------------- | ---------------------------------------------------------------------------------------- | ---------------------------------------------------------------------------------------- | ---------------------------------------------------------------------------------------- | ---------------------------------------------------------------------------------------- | ---------------------------------------------------------------------------------------- | ---------------------------------------------------------------------------------------- | ---------------------------------------------------------------------------------------- | ---------------------------------------------------------------------------------------- | ---------------------------------------------------------------------------------------- | ---------------------------------------------------------------------------------------- | ---------------------------------------------------------------------------------------- |
| Positie:                                                                                 | 40                                                                                       | 5                                                                                        | 5                                                                                        | 3                                                                                        | 3                                                                                        | 3                                                                                        | 4                                                                                        | 4                                                                                        | 4                                                                                        | 8                                                                                        | 13                                                                                       | 17                                                                                       | 26                                                                                       | 30                                                                                       | 33                                                                                       | uit                                                                                      | 44                                                                                       | uit                                                                                      |

### NPO Radio 2 Top 2000
| Nummer met noteringen in de NPO Radio 2 Top 2000 | '14  | '15  | '16-'17 | '18  | '19  | '20  |
| ------------------------------------------------ | ---- | ---- | ------- | ---- | ---- | ---- |
| Man Down                                         | 1907 | 1965 | -       | 1680 | 1673 | 1848 |

1. ↑  Een '-' betekent dat het nummer niet was genoteerd en een vetgedrukt getal geeft de hoogste notering aan.
2. ↑  2014 was het eerste jaar met een notering voor dit nummer.
3. ↑  Deze tabel is bijgewerkt tot en met de laatste editie (2024).